# Branca comunicant grisa
Cada nervi espinal rep una branca, la branca comunicant grisa, des del gangli adjacent de la cadena simpàtica.
La branca conté fibres simpàtiques postganglionars amielíniques.